# کامیلو تورس رسترپو
کامیلو تورس رسترپو (انگلیسی: Camilo Torres Restrepo; ۳ فوریهٔ ۱۹۲۹ – ۱۵ فوریهٔ ۱۹۶۶) یک کشیش مارکسیست-لنینیست کاتولیک رومی اهل کلمبیا بود. او از طرفداران الهیات آزادی‌بخش و عضو سازمان چریکی ارتش آزادیبخش ملی (کلمبیا) (ELN) بود. کامیلو در طول زندگی خود سعی کرد مارکسیسم انقلابی و مرام کاتولیک را با هم آشتی دهد. فعالیت اجتماعی و تمایل او به همکاری با مارکسیست‌ها، برخی را دچار مشکل کرد.

## زندگی‌نامه

### کودکی و تحصیل
خورخه کامیلو تورس رسترپو در ۳ فوریه ۱۹۲۹ در بوگوتا در خانواده‌ای مرفه از بورژوازی لیبرال به دنیا آمد. مادرش ایزابل داستان پدر کوکو (خوان د لا کروز گاویریا)، یک تاجر لیبرال را برای او تعریف کرد که در جنگ‌های داخلی قرن نوزدهم، لشکرکشی علیه محافظه‌کاران را تأمین مالی کرد.
زمانی که تنها دو سال داشت والدینش او را به اروپا بردند. او در سال ۱۹۳۴ به کشورش بازگشت. سه سال بعد، در سال ۱۹۳۷، پدر و مادرش از هم جدا شدند و کامیلو و برادرش فرناندو را نزد مادرشان گذاشتند. او که به دلیل انتقاد از معلمان سنتی کالج بانوی ما رزاریو از آنجا اخراج شد، دوره لیسانس خود را در دبیرستان سروانتس در سال ۱۹۴۶ به پایان رساند. در آنجا او با لوئیس ویلار بوردا و ریکاردو سامپر آشنا و دوست شد.

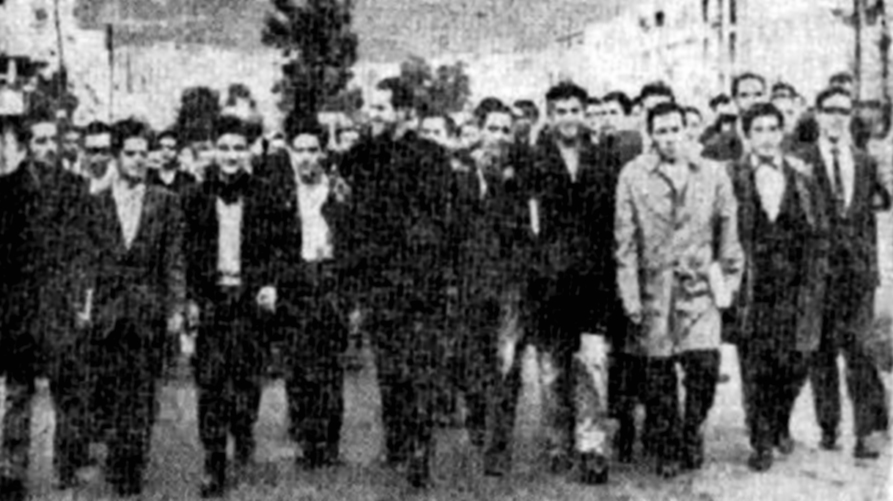
کامیلو تورس (در مرکز، به طرفین نگاه می‌کند) با دانش آموزان راهپیمایی می‌کند

### کشیشی و زندگی آکادمیک
فقر و بی‌عدالتی اجتماعی توجه او را به خود جلب کرد و همراه با یکی از همفکرانش، گوستاو پرز، یک حلقه مطالعات اجتماعی را ایجاد کردکه حتی پس از انتصاب تورس به عنوان کشیش در سال ۱۹۵۴ با سرپرستی جاناتان گومز، به فعالیت ادامه داد. کامیلو فعالیت‌های اجتماعی را در محله‌های پر جمعیت اطراف مدرسه علوم دینی، که خانواده‌های آواره روستا بودند، آغاز کرد.
در سال ۱۹۵۵، تورس، در جهت فراگیری تخصص، به بلژیک سفر کرد و چند سال دیگر در دانشگاه کاتولیک لوون تحصیل گرد.
در سال ۱۹۵۸، دانشگاه بلژیک به او مدرک جامعه‌شناسی اعطا کرد. پایان‌نامه دکترای او، Una aproximación estadística a la realidad socioeconómica de Bogotá، (رویکردی آماری به واقعیت اجتماعی-اقتصادی بوگوتا) اثری پیشرو در جامعه‌شناسی شهری در آمریکای لاتین، در سال ۱۹۸۷ تحت عنوان La proletarización de Bogotá (پرولتاریایی شدن بوگوتا) منتشر شد.
در سال ۱۹۵۹، وقتی به کلمبیا بازگشت، احساس کرد که می‌باید فعالانه خود را وقف حمایت از آرمان فقرا و طبقه کارگر کند. در آن سال او به عنوان کشیش کمکی دانشگاه ملی کلمبیا در بوگوتا منصوب شد. سال بعد، در سال ۱۹۶۰، او به همراه اورلاندو فالس بوردا، کارلوس اسکالانته، ادواردو اومانیا لونا، ماریا کریستینا سالازار، داریو بوترو اوریبه، ویرجینیا گوتیرز د پیندا، توماس دوکای و چند تن دیگر اولین دانشکده جامعه‌شناسی در آمریکای لاتین را تأسیس کردند، که امروزه نیز بخشی از دانشگاه ملی کلمبیاست. تورس یک استاد آن دانشگاه بود و در میان دانشجویان جایگاه ویژه و محبوبی داشت. پس از آنکه دولت آلبرتو براس کامارگو، با بهره‌گیری از قانون تصویب شده سال ۱۹۵۸ هیئت‌های اقدام اجتماعی را ایجاد کرد، تورس در آن امکان تمرکززدایی قدرت سیاسی و دادن امکانات توانمندسازی به جوامع مردمی را تشخیص داد. او همراه با معلمان و دانش‌آموزان، برنامه‌های اقدام اجتماعی را در محله‌های کارگری در بوگوتا به اجرا گذاشت.

### ورود به سیاست
انقلاب کوبا که همه کشورهای قاره آمریکا را تحت تأثیر قرار داد، پس از بازگشت تورس از اروپا به کلمبیا، توجه او را به خود جلب کرد. در سال ۱۹۶۵، جنبش انقلابی لیبرال (Movimiento Revolucionario Liberal - MRL) بعد از انشعابی که پس از انتخابات ریاست جمهوری ۱۹۶۲ در آن صورت گرفت رو به زوال رفت. انتخابات پارلمانی ۱۹۶۴ با رای ممتنع‌های بسیار همراه بود، که تورس از آن به این نتیجه رسید که احزاب سنتی؛ لیبرال و محافظه کار، توسط افکار عمومی رها شده‌اند. بنابراین او به فکر ایجاد ابزار جدیدی بود که «غیرمتعهدها» در سیاست. اتحادیه‌ها، اصناف، انجمن‌ها، دانشجویان و کارگران را برای مقابله با احزاب سنتی منحط، گرد هم آورد، هر چند فعلاً خواستار پرهیز از اقدام باشند. تورس همچنین درتلاشی ناموفق سعی کرد تا به عنوان میانجی بین دهقانان و ارتش ملی عمل کند واز حمله به به اصطلاح جمهوری مستقل مارکوتالیا جلوگیری شود. این اولین تماس او با حزب کمونیست کلمبیا بود.
تلاش تحت حمایت آمریکا برای سرنگونی رژیم کوبا، چریک‌های سوسیالیست و جنبش‌های دانشجویی انقلابی را در سراسر آمریکای لاتین گرد هم آورد و تورس را در معرض ایده‌های ضد امپریالیسم قرار داد. در آن زمان، او به عنوان یک کاتولیک مترقی شناخته می‌شد و از طرح موضوعاتی مانند فقر و وضعیت سیاسی بی‌ثبات کلمبیا هراسی نداشت. پرنشاطی او در هنگام اجرای مراسم مذهبی او را برای عموم مردم، حتی ملحدان، جذاب کرد. این زمان رادیکال شدن سریع او را نیز در پی داشت. تورس استدلال کرد که کلیسای کاتولیک وقف خیریه و مبارزه با نابرابری اجتماعی است، و کلیسا با ایجاد تغییرات انقلابی در جامعه مانند لغو برده‌داری و ارزش‌گذاری دموکراتیک انسان‌ها تعریف می‌شود. با این حال، او معتقد بود که برای تحقق واقعی مفهوم خیریه مسیحی، نیاز به تغییر کلی ساختارهای قدرت است، زیرا ساختارهای قدرت تاکنون مسئول نابرابری و فقر اجتماعی و اقتصادی بودند.
وی خاطرنشان کرد: کسانی که در خط مقدم مبارزه برای تغییر ساختار بودند، مارکسیست‌ها بودند، و همین امر او را به این نتیجه رساند که همکاری با مارکسیست‌ها یک ضرورت است. در همان زمان، او در نوشته‌های خود به بحث در مورد تفکر مارکسیستی پرداخت- او پیشتازگرایی را مورد انتقاد قرار داد، با حمله به مفهومی که لنین از «انقلاب توسط نخبگان» ارائه می‌کرد، تورس اصرار داشت که انقلاب را فقط مردم عادی می‌توانند انجام دهند. او انسان‌گرایی مارکسیستی را محصول جنبش انسان‌گرایی مسیحی می‌دانست و استدلال می‌کرد که اصول مارکسیستی از خود مسیحیت سرچشمه می‌گیرد.

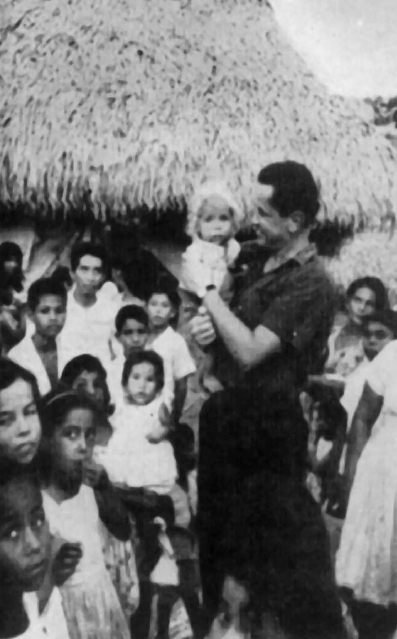
تورس در میان روستائیان کلمبیا

### جبهه متحد
رژیم جبهه‌ملی، کامیلو تورس را در ژانویه ۱۹۶۴ بر آن داشت تا Frente Unido del Pueblo (جبهه متحد خلق) را تأسیس کند، جنبشی در مخالفت با ائتلاف احزاب سنتی. تورس به خانه ماروکین و دوستش ماریا آرانگو رفت تا با حزب کمونیست تماس برقرار کند. جلسه‌ای با هدف ایجاد یک پلت‌فرم سیاسی با مشارکت MOEC، جوانان MRL, JUCO و برخی از گروه‌های دانشجویی از دانشگاه لوس آندس برگزار شد. اما، سلسله مراتب کلیسای کلمبیا با ارائه پیشنهاد ESAP برای پوشش هزینه‌های سفر، سعی کردند تورس را ترغیب به سفر به لوون کنند. با این‌حال، جلسه‌ای که برای ادای احترام به تورس توسط دانشجویان دانشگاه ملی برگزار شد، او را از این سفر منصرف کرد. اگرچه تورس هنوز از نظر سیاسی فعال نبود و مرام سیاسی روشنی نداشت، اما به محبوبیت زیادی دست یافته بود.
تورس تلاش کرد تمام مخالفان آن زمان (آناپو، MRL و حزب کمونیست کلمبیا) را گرد هم بیاورد. با این‌حال، او به دلیل خداناباوری ایدئولوژیش خود را مارکسیست معرفی نکرد، بلکه چندین نکته را به خود کاتولیکیسم مرتبط کرد.
در ژوئن ۱۹۶۵، تورس توسط مافوق کلیسایی خود، کاردینال کونچا، به موقعیت غیر روحانی تنزل یافت؛ زیرا اعمال و آموزه‌هایش بخشنامه سال ۱۹۳۷ پاپ پیوس یازدهم و محکومیت کمونیسم الحادی توسط کلیسای کاتولیک را نادیده می‌گرفت. همان مواردی که بعداً در دو سند در مورد خطاهای الهیات آزادیبخش توسط پاپ ژان پل دوم در تجمعات و مراسم‌های مذهبی سالهای ۱۹۸۴ و ۱۹۸۶اعلام و تأیید شد.

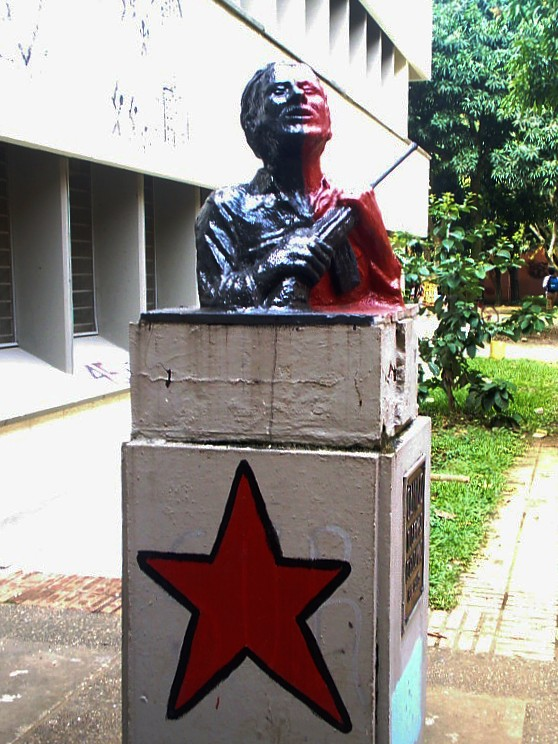
نمادی در احترام به کامیلو تورس واقع در دانشگاه ملی کلمبیا.

### رزمنده کاتولیک
در ELN، تورس به عنوان یک عضو رده پایین کار کرد و از دیدگاه مارکسیستی-مسیحی کمک‌های معنوی و ایدئولوژیک ارائه می‌کرد. با این‌حال، عملکرد او به عنوان یک چریک ضعیف بود، زیرا او به آموزش‌های سخت و حمل سلاح عادت نداشت، و یک همرزمش به او کمک می‌کرد؛ لذا به سختی به او یک سلاح سبک دادند و روی کمک معنوی و عقیدتی‌اش و همچنین اینکه آشپز خوبی بود تأکید می‌شد. او در اولین تجربه رزمی خود، زمانی که ELN یک گشتی ارتش ملی را درکمین انداخت، جان باخت. پس از مرگش، کامیلو تورس به‌طور رسمی از جان‌باختگان ELN لقب گرفت.

## درگذشت
تورس در ۱۵ فوریه ۱۹۶۶ در سان ویسنه ده چوکوری، پس از نبرد با نیروهای تیپ پنجم از بوکارامانگا، به رهبری سرهنگ آلوارو والنسیا توار، که از قضا سال‌ها قبل از آن دوست دوران کودکی او بود، درگذشت. ارتش ملی جسد را در یک مکان استراتژیک جدا از سایر گورهای دسته‌جمعی مخفی کرد و مکان آن برای مردم فاش نشد. مراسم تدفین نمادین در کلیسای سن دیگو وهمچنین مراسمی در محوطه دانشگاه ملی کلمبیا برگزار شد.
مدتی بعد ژنرال آلوارو والنسیا توار در مصاحبه‌ای با مجله Semana فاش کرد که جسد کامیلو تورس سه سال پس از دفن او نبش قبر شده و بقایای او پس از سوزاندن به بوکارامانگا منتقل شد. این همان جایی بود که قبلاً با تلاش‌های خود ژنرال، معبد نظامی تیپ پنجم ارتش ملی ایجاد شد و اولین مکانی که در آن معبد اشغال شد متعلق به کامیلو تورس بود. ژنرال بازنشسته مکان دقیق محل را فاش نکرد.